# Fasilides
Fasilides (Ge'ez ፋሲለደስ, latinizirano: Fāsīladas; znan tudi kot Fasil, etiopski cesar od leta 1632 do smrti 18. oktobra 1667 in član Salomonove rodbine, * 20. november 1603, † 18. oktober 1667
Njegovo prestolno ime je bilo Alam Sagad (ዓለም ሰገድ).
Poznan kot ustanovitelj Gondarja, prestolnice Etiopskega cesarstva, je Fasilides začel obdobje Gondarina. Predvsem je zaplenil in izgnal jezuite, hkrati pa vzpostavil varnostna zavezništva s sosednjimi islamskimi sultanati. Poleg tega je imel ključno vlogo pri vodenju kampanje proti upornikom Agav. Leta 1666, po uporu njegovega sina Davita, ga je Fasilides dal zapreti v Vehni. Sam cesar je leto kasneje umrl in bil pokopan v samostan na otoku Daga v jezeru Tana.

## Zgodovina
Ker je bil po rodu iz Amhare, je bil sin cesarja Susenjosa I. in cesarice Sahle Vork (abeceda giz ሣህለወርቅ) (prestolno ime) ለ (ime) Vagda Katate in Merhabete. Cesar Fasilides je bil rojen v Magezezu v Bulgi v regiji Ševa. Tudi njegovemu dedku po očetovi strani je bilo ime Fasilides. Bil je graditelj palače Fasil.
Fasilides je bil razglašen za cesarja leta 1630 med uporom, ki ga je vodil Sarsa Krestos, vendar je dosegel prestol šele, ko je njegov oče abdiciral leta 1632. Ko je Fasilides postal cesar, je takoj obnovil uradni status tradicionalne etiopske pravoslavne cerkve. Poslal je po novo abuno od aleksandrijskega patriarha, ki je obnovil starodavno razmerje, ki mu je bilo dovoljeno, da je propadlo. Jezuitom je zaplenil zemljišča v Dankazu in drugod po cesarstvu ter jih izgnal v Fremono. Ko je slišal, da so Portugalci bombardirali Mombaso, je Fasilides domneval, da za dejanjem stoji Afonso Mendes, rimskokatoliški prelat, in pregnal preostale jezuite iz svojih dežel. Mendes in večina njegovih privržencev so se vrnili v Goo, na poti pa so jih večkrat oropali ali zaprli. Leta 1665 je ukazal zažgati 'frankovske knjige' - preostale verske spise katoličanov.
Fasilidesu se običajno pripisuje ustanovitev mesta Gondar leta 1636, ki je postalo glavno mesto Etiopije. Ni znano, ali je tukaj obstajala skupnost, preden jo je postavil za svojo prestolnico. Med stavbami, ki jih je tam zgradil, so začetki kompleksa, pozneje znanega kot Fasil Gebi, pa tudi nekaj najzgodnejših Gondarjevih legendarnih 44 cerkva: Adababaj Ijasus, Adababaj Tekle Hajmanot, Atatami Mikael, Gemdžabet Marijam, Fit Mikael in Kedus Abo. Pripisujejo mu tudi izgradnjo sedmih kamnitih mostov v Etiopiji, zlasti most Sebara Dildij (11°13′3.64″N 37°52′36.41″E / 11.2176778°N 37.8767806°E); zato se pogosto verjame, da so vsi stari mostovi v Etiopiji njegovo delo.
Cesar Fasilides je zgradil tudi stolno cerkev Naše Gospe Marije Sionske v Aksumu. Fasilidesova cerkev je danes znana kot 'stara stolnica' in stoji poleg novejše, ki jo je zgradil cesar Haile Selassie.
Upor Agavov v Lasti, ki se je začel pod njegovim očetom, se je nadaljeval v njegovo vladavino in do konca vladavine izvajal redne kazenske pohode v Lasto. Prvi, leta 1637, je šel slabo, saj je v bitki pri Libu njegove može zajela panika pred napadom Agavov in njihov vodja, Melka Kristos, je vstopil v Fasilidesovo palačo in zase prevzel prestol. Fasilides je hitro okreval in poslal po pomoč Kegnazmaču Dimmu, guvernerju Simiena, in njegovemu bratu Gelavdevosu, guvernerju Begemderja. Ti so vkorakali na Melka Kristosa, ki je bil še vedno v Libu, kjer je bil ubit, njegovi možje pa poraženi. Naslednje leto je Fasilides vkorakal v Lasto; po Jamesu Bruceu so se Agavi umaknili v svoje gorske utrdbe in »skoraj vsa vojska je umrla med gorami; velik del zaradi lakote, a še večji del zaradi mraza, kar je zelo izjemna okoliščina v teh zemljepisnih širinah«.

## Tuja diplomacija
Kmalu po tem, ko je prevzel prestol od svojega očeta, je Fasilides prekinil vse oblike stikov med Etiopijo in Evropo, izgnal vse evropske jezuite in njihove misijonarje, medtem ko je sklenil varnostne pakte z okoliškimi islamskimi sultanati in vzpostavil diplomatske odnose z islamskimi kraljestvi, kot so Safavidi, Osmani, Moguli in jemenski imami. Ta izolacija etiopskega cesarstva od Evrope je trajala več kot dve stoletji.
Fasilides je v letih 1642–1647 poskušal vzpostaviti diplomatske odnose z Al-Mutavakil Isma'ilom, zejdijskim imamom Jemna. Ko je Masava zasedlo Osmansko cesarstvo, je etiopski cesar Fasilides poskušal razviti novo trgovsko pot prek Bejlula. Njegova izbira je padla na Bejlul, ker je bilo to pristanišče zunaj osmanske sfere nadzora in neposredno nasproti pristanišča Moča v Jemnu. Leta 1642 je jemenskemu imamu al-Mu'ajadu Mohamedu poslal sporočilo, da bi pridobil njegovo podporo za ta projekt. Ker sta al-Mu'ajad Mohammed in njegov sin al-Mutavakil Isma'il domnevala, da Fasilidesa zanima spreobrnitev v islam, je bilo leta 1646 v Gondar poslano jemensko poslaništvo. Ko pa so Jemenci razumeli Fasilidesove dejanske motive, je njihovo navdušenje potonilo in projekt je bil opuščen.
V letih 1664–1665 je tudi v Indijo poslal odposlanca, ki je čestital Aurangzebu za njegov vzpon na prestol Mogulskega cesarstva. Po poročanju je delegacija mogulskemu cesarju podarila več dragocenih daril, kot so sužnji, slonovina, konji, zebre, komplet zapleteno okrašenih srebrnih žepnih pištol in različna druga eksotična darila.
Leta 1666, potem ko se je njegov sin Davit uprl, ga je Fasilides dal zapreti v Vehni, s čimer je oživil starodavno prakso zaprtja težavnih članov cesarske družine na vrh gore, kot so jih nekoč zaprli v Amba Gešen.

## Smrt
Fasilides je umrl v Azezu leta 1667, 8 kilometrov južno od Gondarja, njegovo truplo pa je bilo pokopano v samostanu sv. Štefana na otoku Daga v jezeru Tana. Ko so Nathanielu T. Kenneyju pokazali Fasilidesove ostanke, je videl, da je krsto delila tudi manjša mumija. Menih je povedal Kenneyju, da se je Fasilidesov sedemletni sin Isur, ki je bil zadušen v gneči ljudi, prišel poklonit novemu kralju.

## Potomci
Fasilides je imel tri sinove (od katerih sta dva umrla, preden sta postala polnoletna) in tri hčere.
- Johanes I. je bil najstarejši sin in naslednik
- Njegova druga dva sinova (Davit in Isuor) sta umrla pred Fasilidesom.[13]
- Teokleja je bila njegova najstarejša hči, poročila se je z enim od očetovih služabnikov Laekom Krestosom, sinom plemičev Malkeja Kresta
- Kedeste Krestos je bila njegova druga hči, poročila se je in imela težave
- Sabla Vangel je bila njegova tretja hči. Po njeni liniji je cesar Tevodros I. skoraj dve stoletji kasneje trdil, da je Salomonov potomec preko Fasiliadesa.